# Guillaume Saunac
Guillaume Saunac est un homme politique français né le 8 juin 1779 à Dijon (Côte-d'Or) et mort le 21 juin 1856 à Paris.

## Biographie
Négociant à Dijon, il est conseiller municipal et juge au tribunal de commerce. Conseiller général en 1815, il est conseiller de préfecture en 1820. Il est député de la Côte-d'Or de 1824 à 1831 et de 1837 à 1848, siégeant avec les légitimistes sous la Restauration, puis se ralliant à la Monarchie de Juillet.
Procureur au Parlement, fils de Guillaume Saunac, ingénieur ordinaire et géographe du Roi, était négociant à Dijon, rue des Forges, n° 42, et devint juge consulaire. Le 14 février 1816, il fut nommé par le Roi membre du conseil général et conseiller de préfecture, le 29 novembre 1820.
Aux élections du 25 février 1824, il fut élu député du 1er arrondissement comme candidat ministériel et réélu par le collège du département, le 24 novembre 1827. Sous le ministère Martignac, il refusa la direction générale des Domaines, ne signa pas l'adresse des 221 et fut réélu par le collège du département, le 3 juillet 1830. II ne fut réélu ni en 1831, ni en 1834, ni en 1839 mais rentra dans la vie politique aux élections générales du 2 mars 1839 comme député de Dijon intra muros et fut réélu les 6 juillet 1842 et 1er août 1846.
En 1833, le canton de Pontailler-sur-Saône, où il possédait une maison de campagne à Saint-Sauveur, le nomma son représentant au conseil général, le réélit les 4 décembre 1836, 23 novembre 1845 et lui demeura même fidèle après la révolution de février au renouvellement intégral du 20 août 1848. Il fut encore réélu le Ier aout 1852 et mourut à Paris le 21 juin 1856 ; de son mariage avec Jeanne Denuys, il ne laissa qu'un fils, Guillaume-Jules Saunac, né à Dijon, le 14 octobre 1809, mort conseiller à la cour de Paris.
Il appuya utilement le projet de Darcy de la Ville de Dijon pour le tracé du chemin de fer de Paris à Lyon.
Il est inhumé au cimetière de Saint-Sauveur (Côte-d'Or).

## Sources
- « Guillaume Saunac », dans Adolphe Robert et Gaston Cougny, Dictionnaire des parlementaires français, Edgar Bourloton, 1889-1891 [détail de l’édition]